# 北条綱房
北条 綱房（ほうじょう つなふさ）は、戦国時代の武将。後北条家の家臣。

## 略歴
今川家臣・福島正成の子と伝わる。父の死によって兄綱成や姉とともに北条家に身を寄せたという（異説あり。福島正成を参照）。
当時弁千代と名乗っていた綱房は北条氏康の小姓となり、また兄姉とともに玉縄城主北条為昌の養子に入った。
元服後は兄同様北条氏綱からの偏諱を受け綱房と称した。天文13年（1544年）閏11月に作成された「江島遷宮寄進注文」には「孫九郎ゐんきょ」「孫九郎」「孫次郎」「孫次郎殿御内」「松田殿御内儀」の名前があり、それぞれ綱成兄弟の母、綱成、綱房、綱房の妻、姉（松田盛秀の妻）に比定されている。
天文15年（1546年）、河越夜戦のおり、兄綱成が城将を勤める河越城が上杉憲政・上杉朝定・足利晴氏らの連合軍に包囲されると、自ら氏康の使者を名乗り出た。かねてより美男子と噂された弁千代は堂々と敵中を徒破し、河越城への使者としての責務を全うしたという（関八州古戦録他）。
以降は北条綱房として史料上に登場するが、天文18年（1549年）以降は史料から姿を消す。なお一説には、河越夜戦後も綱成を重臣として補佐し深沢城の戦いでは松田憲秀らとともに奮戦したとある。
軍記物などに登場する「福島伊賀守勝広」は綱房を指している。

## 異説
- 父とされる正成は大永元年（1521年）に戦没したとされているが、綱房はまだ生まれていない。遺腹の子という可能性もあるが、そもそも正成の実在を否定する説もある。
- 別名とされる「福島伊賀守勝広」は史料上では登場しないが、北条氏直の代に福島伊賀守賢成という人物がいる[2]。